# Calvitimela melaleuca
Calvitimela melaleuca är en lavart som först beskrevs av Sommerf., och fick sitt nu gällande namn av R. Sant. 2004. Calvitimela melaleuca ingår i släktet Calvitimela och familjen Tephromelataceae.  Arten är reproducerande i Sverige. Inga underarter finns listade i Catalogue of Life.